# Tadeusz Cieślewski (ojciec)

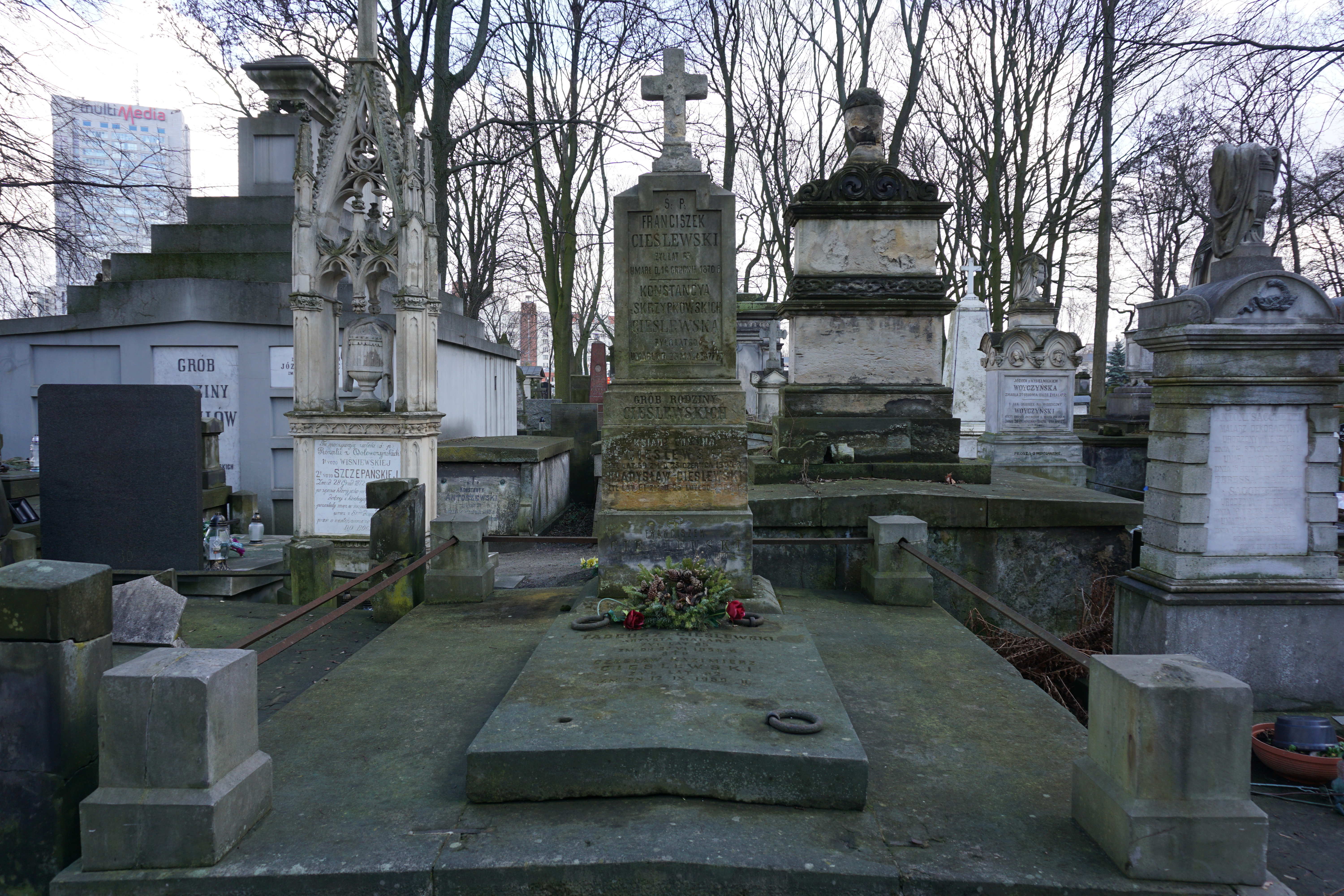
Grób Tadeusza Cieślewskiego na cmentarzu Powązkowskim w Warszawie

Tadeusz Jan Cieślewski (ojciec) (ur. 22 października 1870 w Warszawie, zm. 27 czerwca 1956 tamże) – polski artysta malarz.

## Życiorys
Urodził się w rodzinie Franciszka i Matyldy z Kopczyńskich. Ukończył IV Gimnazjum w Warszawie. Studiował w Szkole Rysunkowej w Warszawie pod kierunkiem Wojciecha Gersona i jego ucznia Jana Kauzika. W latach 1895–1896 studiował w Paryżu w Académie Vitti oraz u Edmonda-François Aman-Jeana i Raphaëla Collina. W 1900 odbył podróż do Włoch, studiował w Akademii Rzymskiej. W 1904 współzałożył stowarzyszenie Sztuka i Rzemiosło. Od 1906 był członkiem Towarzystwa Zachęty Sztuk Pięknych, członkiem i prezesem towarzystwa artystyczno-malarskiego Pro Arte. Pełnił też funkcję prezesa Zespołu Polskich Artystów Plastyków. Uczestniczył w wystawach sztuki polskiej w 1924 w Moskwie, w 1936 na XX Biennale w Wenecji, w 1939 w Nowym Jorku.
Pierwsze lata powojenne spędził w Piotrkowie Trybunalskim, w 1948 powrócił do Warszawy. Malował krajobrazy miejskie Warszawy, rzadziej pejzaże, portrety i martwe natury. Malował najczęściej akwarelą, niekiedy także pastelami i farbami olejnymi.
Od 5 maja 1894 był mężem Józefy z Almakiewiczów. Ojciec grafika Tadeusza Cieślewskiego (syna).
Zmarł w Warszawie, spoczywa na cmentarzu Powązkowskim (kwatera 181-4-15,16).

## Ordery i odznaczenia
- Krzyż Komandorski Orderu Odrodzenia Polski (11 lipca 1955)[3]
- Krzyż Oficerski Orderu Odrodzenia Polski (22 lipca 1952)[4]
- Złoty Krzyż Zasługi
- Medal 10-lecia Polski Ludowej (19 stycznia 1955)[5]